# Cane dei faraoni
Il cane dei faraoni (o kelb tal-fenek oppure pharaon hound) è una razza canina che prende il nome dalla notevole somiglianza con i cani rappresentati nelle tombe dei faraoni egizi, sebbene questo cane non abbia alcun legame certo con il cane dell'Antico Egitto; il suo nome in inglese (pharaon hound) è infatti una costruzione del XX secolo.
Cane nazionale dell'isola di Malta, è una razza tipica dell'isola, poco diffusa al di fuori di essa. Il suo nome originario è kelb tal-fenek (plurale klieb tal-fenek), che significa "segugio di conigli" in lingua maltese; è il compagno di caccia tradizionale dei cacciatori maltesi.
Variamente classificato come appartenente al gruppo dei levrieri, la sua attitudine al lavoro sul campo lo classifica chiaramente come un segugio. Secondo la Fédération cynologique internationale (FCI) appartiene al Gruppo 5 - cani di tipo spitz e di tipo primitivo.
La razza è anche nota con i nomi di chien du pharaon e pies faraona.

## Storia
Non è chiaro se questa razza e le sue consimili (cirneco dell'Etna, podenco ibicenco, podenco canario e podenco portoghese) si siano sviluppate da un unico ceppo ancestrale, il cane egizio o cane tesem, oppure se abbiano raggiunto l'attuale somiglianza per un fenomeno di convergenza funzionale, considerando anche le comuni richieste lavorative ed ambientali nei rispettivi territori di sviluppo. Le due ipotesi sono ugualmente accreditate e verosimili, anche se la prima ipotesi non è molto accettata dagli studiosi perché mancano prove del trasferimento dell'antico cane egizio verso l'isola di Malta.
Inoltre tra la prima citazione del cane dei faraoni nel 1647 e il cane dell'antico Egitto vi è un lasso temporale di circa 2500 anni, troppo ampio per supporre una discendenza in assenza di documenti o prove.

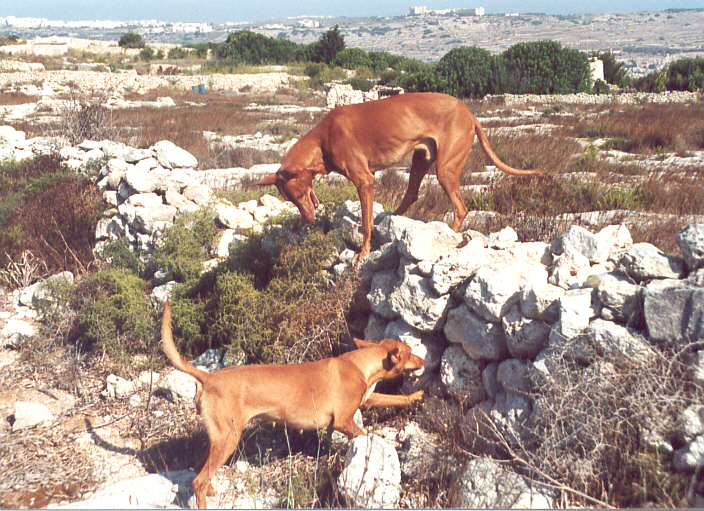
Coppia di cani dei faraoni in cerca su terreni e pietraie dell'isola di Malta.

Inoltre, l'isola di Malta nei secoli ha subito influenze da parte di vari popoli che possono aver importato cani con le caratteristiche del cane dei faraoni, e soprattutto la Sicilia, distante appena 90 km dall'isola, ha dato origine ad un cane, il cirneco dell'Etna, molto somigliante al cane dei faraoni.
L'unica certezza ad oggi nota è che entrambe le razze, il cane dei faraoni e l'antico cane egizio, hanno in comune le orecchie erette e la struttura fisica di tipo levriero. Studi di genetica indicano che il cane dei faraoni moderno si è sviluppato da cani di origini varie, mostrando un'origine "moderna" della razza, contrariamente a quanto supposto prima.
Il primo riferimento scritto ad un cane da caccia maltese, potenzialmente identico al moderno cane dei faraoni, è del Commendatore Fra. Giovanni Francesco Abela (storico maltese e Vice Cancelliere dell'Ordine di San Giovanni) che nel 1647 scrive: "Vi sono cani chiamati Cernechi, apprezzati per la caccia dei conigli, e richiesti principalmente in Francia per i luoghi sassosi, montuosi e ripidi".
L'uso della parola "cernechi" per il nome della razza non sorprende perché l'italiano, nell'isola di Malta, era la lingua degli studiosi e dei giudici dal 1091 alla seconda guerra mondiale.

### XX secolo

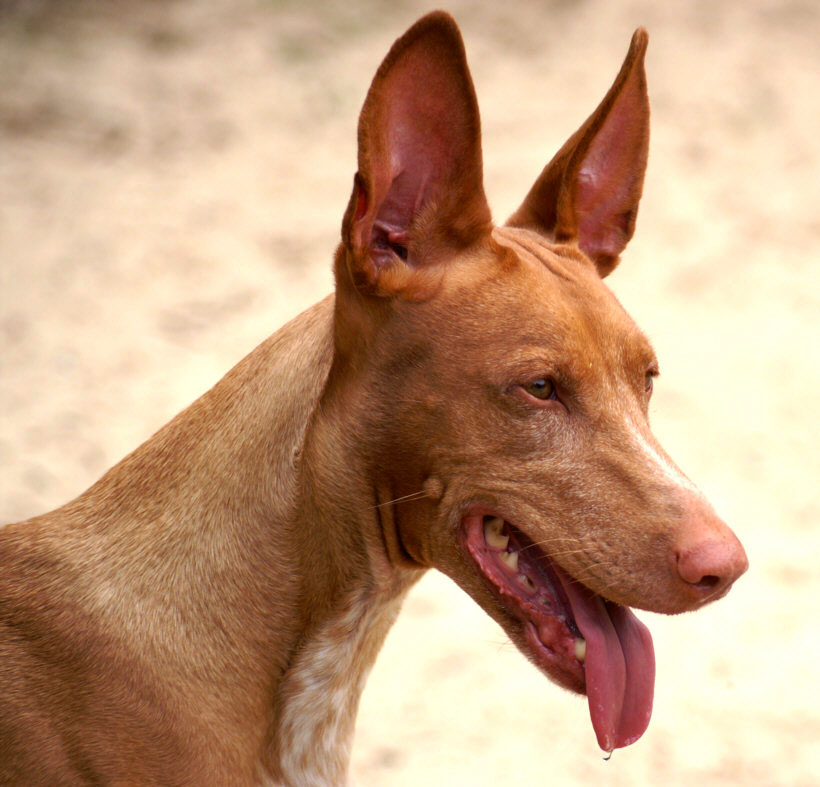
Bell'esempio di testa di cane dei faraoni

Nel 1920 sono stati importati da Malta i primi due esemplari della razza in Gran Bretagna, ma a quell'epoca non fu avviato alcun allevamento. Altri cani successivamente sono stati importati in Gran Bretagna prima del 1960, ma la prima cucciolata di questa razza nata in Inghilterra è avvenuta solamente nel 1963. Successivamente lo standard di razza è stata riconosciuta dal Kennel Club Inglese nel 1974. La razza è stata chiamata pharaon hound anche se questo nome era già utilizzato dalla FCI, in quel momento, come nome alternativo per il podenco ibicienco.
Quando la FCI ha abolito tale nome nel 1977 si è deciso di chiamare l'hound Ibiza esclusivamente con il suo nome originale in spagnolo, podenco ibicenco, così il termine di cane dei faraoni è stato trasferito al kelb tal-fenek e al tempo stesso la razza e il suo standard vennero riconosciute dalla FCI.
Il primo cane dei faraoni è stato portato negli Stati Uniti nel 1967 dalla signora Ruth Taft Harper; mentre la prima cucciolata di cani è stata partorita negli Stati Uniti tre anni dopo, nel 1970.

## Descrizione
Questi cani hanno carattere indipendente, ma sono anche affettuosi e soprattutto abili cacciatori. Gli esemplari di questa razza misurano 65–70 cm e non superano i 20 kg. Il pelo è corto, liscio e lucido e sono ammesse sfumature rossastre. La testa ha un muso più lungo del cranio (misura circa 10 cm) e presenta uno stop leggero. Gli occhi sono di colore ambra, e le orecchie lunghe, sottili ed erette; la coda è lunga e a forma di frusta. Esistono due colorazioni: marrone con il naso rosa oppure nero con naso dello stesso colore. L'esemplare nero ha occhi più scuri.

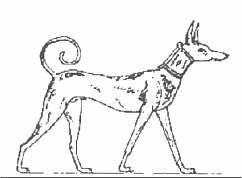
Cane tesem, regno di Antef II, XI dinastia, 2065 a.C. circa

Il nome della razza è dovuto alla loro notevole somiglianza con i cani dei faraoni raffigurati nelle tombe egizie (tesem).
Ha una figura slanciata, una testa piatta e collo e zampe molto lunghe. Presenta una notevole somiglianza morfologica e funzionale con il più piccolo cirneco dell'Etna della vicina Sicilia, il podenco ibicenco dell'isola di Ibiza e altri cani simili dell'area mediterranea come il podenco canario e il podenco portoghese.
Il cane dei faraoni ha bisogno di fare molta attività fisica. Gli esemplari di questa razza vanno occupati in attività venatorie o in attività che possono permettere loro di manifestare le innate e notevoli capacità di lavoro.
Inoltre, è una razza che socializza bene con i bambini o con altri cani.

## Temperamento
Il cane dei faraoni è un cane molto intelligente, ma difficile da addestrare, perché di carattere indipendente, anche se molti hanno avuto successo nelle competizioni di obbedienza. È un cane che matura lentamente, pur restando giocherellone per tutta la vita. Il proprietario deve assumere con questi cani una posizione dominante.
Gli esemplari di questa razza vengono descritti come allegri, energici e curiosi. Il cane dei faraoni è distaccato con gli sconosciuti e gli serve tempo per accettarli, pur non mostrando mai aggressività ma piuttosto indifferenza.

## Standard
Lo standard della razza della FCI risale al 24 giugno 1987 ; e prevede solamente il CACIB ma non le prove da lavoro.
La razza è stata riconosciuta dall'American Kennel Club (AKC) nel 1983.

## Patologie
Secondo un'indagine condotta da Orthopedic Foundation for Animals Archiviato il 12 giugno 2010 in Internet Archive. sono emersi, per questa razza, questi elementi statistici di tipo osservazionale:
- Displasia dell'anca su 403 esemplari esaminati, solo il 2,3% ne erano affetti[12].
- Lussazione patellare su 96 esemplari esaminati nessuno ne era affetto[13].

## Attività congeniali
- Caccia
- Compagnia

## Attività non congeniali
- Guardia
- Difesa
- Obedience